# Biritiba Ussu
Biritiba Ussu é um distrito do município brasileiro de Mogi das Cruzes, que integra a Região Metropolitana de São Paulo.

## História

### Formação administrativa
- Distrito criado pela Lei n° 3.198 de 23/12/1981, com sede no bairro de Biritiba Ussu e com território do município de Mogi das Cruzes[3][4].

## Geografia

### População
| Crescimento população urbana | Crescimento população urbana | Crescimento população urbana | Crescimento população urbana |
| Censo                        | Pop.                         |                              | %±                           |
| ---------------------------- | ---------------------------- | ---------------------------- | ---------------------------- |
| 1991                         | 576                          |                              | —                            |
| 2000                         | 2 295                        |                              | 298,4%                       |
| 2010                         | 2 479                        |                              | 8,0%                         |
| Fonte: IBGE e Fundação SEADE |                              |                              |                              |

Pelo Censo 2010 (IBGE) a população total do distrito era de 4 730 habitantes, e a população urbana era de 2 479 habitantes.

### Área territorial
A área territorial do distrito é de 68,982 km².

### Topografia
O local conta com uma considerável área rural, e no extremo sul possui parte da Serra do Mar, fazendo divisa com o município de Bertioga.

### Hidrografia
Possui duas barragens (Represa Biritiba e Represa Jundiaí), que contam com forte vocação turística regional. 

## Serviços públicos

### Registro civil
Feito na sede do município, pois o distrito não possui Cartório de Registro Civil das Pessoas Naturais.

## Infraestrutura

### Rodovias
Localiza-se às margens da Rodovia Mogi-Bertioga (SP-98).

### Saneamento
O serviço de abastecimento de água é feito pela Companhia de Saneamento Básico do Estado de São Paulo (SABESP).

### Energia
A responsável pelo abastecimento de energia elétrica é a EDP São Paulo, antiga Bandeirante Energia.

### Telecomunicações
O distrito era atendido pela Companhia Telefônica da Borda do Campo (CTBC), que inaugurou a central telefônica utilizada até os dias atuais. Em 1998 esta empresa foi vendida juntamente com a Telecomunicações de São Paulo (TELESP) para a Telefônica, que em 2012 adotou a marca Vivo para suas operações.